# Inline-Speedskating-Weltmeisterschaften 2007
Die Inline-Speedskating-Weltmeisterschaften wurden im kolumbianischen Cali ausgetragen. Die Bahn-Wettkämpfe fanden vom 18. bis 20. August 2007 und die Straßen-Wettkämpfe vom 22. bis 25. August 2007 statt. Die erfolgreichsten Teilnehmer waren Brittany Bowe mit 3 Goldmedaillen bei den Frauen und Joey Mantia mit 7 Goldmedaillen bei den Männern.

## Frauen
| Distanz              | Gold                                                              | Silber                                                   | Bronze                                                  |
| Bahn                 | Bahn                                                              | Bahn                                                     | Bahn                                                    |
| -------------------- | ----------------------------------------------------------------- | -------------------------------------------------------- | ------------------------------------------------------- |
| 300 m Einzelsprint   | Nicoletta Falcone                                                 | Berenice Moreno                                          | Erika Zanetti                                           |
| 500 m Sprint         | Berenice Moreno                                                   | Jin-Seon Lim                                             | Erika Zanetti                                           |
| 1000 m Sprint        | Nicole Begg                                                       | Brigitte Mendez                                          | Ju-Hee Lim                                              |
| 10000 m Punkte-Auss. | Hyo-Sook Woo                                                      | Liana Holguin                                            | Nicole Begg                                             |
| 15000 m Ausscheidung | Alexandra Vivas                                                   | Hyo-Sook Woo                                             | Liana Holguin                                           |
| 3000 m Staffel       | Vereinigte Staaten Brittany Bowe Heather Richardson Sara Sayasane | Kolumbien Alexandra Vivas Kelly Martinez Brigitte Mendez | Südkorea Ju-Hee Lim Jin-Seon Lim Hyo-Sook Woo           |
| Straße               |                                                                   |                                                          |                                                         |
| 200 m Einzelsprint   | Jennifer Caicedo                                                  | Berenice Moreno                                          | Brittany Bowe                                           |
| 500 m Sprint         | Brittany Bowe                                                     | Jercy Puello                                             | Jennifer Caicedo                                        |
| 10000 m Punkte       | Hyo-Sook Woo                                                      | Hey-Mi Kim                                               | Yi-Chin Pan                                             |
| 20000 m Ausscheidung | Brigitte Mendez                                                   | Alexandra Vivas                                          | Hyo-Sook Woo                                            |
| 5000 m Staffel       | Vereinigte Staaten Heather Richardson Sara Sayasane Brittany Bowe | Kolumbien Liana Holguin Alexandra Vivas Brigitte Mendez  | Argentinien Natalia Artero Silvina Posada Melisa Bonnet |
| Langstrecke          |                                                                   |                                                          |                                                         |
| 42195 m Marathon     | Kelly Martinez                                                    | Liana Holguin                                            | Nicole Begg                                             |

## Männer
| Distanz              | Gold                                                   | Silber                                                  | Bronze                                                |
| Bahn                 | Bahn                                                   | Bahn                                                    | Bahn                                                  |
| -------------------- | ------------------------------------------------------ | ------------------------------------------------------- | ----------------------------------------------------- |
| 300 m Einzelsprint   | Joey Mantia                                            | Julien Despaux                                          | Gregorio Duggento                                     |
| 500 m Sprint         | Joey Mantia                                            | Julien Despaux                                          | Luca Presti                                           |
| 1000 m Sprint        | Joey Mantia                                            | Julien Despaux                                          | Shane Dobbin                                          |
| 10000 m Punkte-Auss. | Fabio Francolini                                       | Scott Arlidge                                           | Yann Guyader                                          |
| 15000 m Ausscheidung | Yoo-Jong Nam                                           | Jorge Cifuentes                                         | Joey Mantia                                           |
| 5000 m Staffel       | Taiwan Chia-Hao Chang Pei-Hsuna Ho Wei-Lin Lo          | Italien Luca Saggiorato Matteo Amabili Fabio Francolini | Südkorea Houn-He Lee Sang-Bok Lee Yoo-Jong Nam        |
| Straße               |                                                        |                                                         |                                                       |
| 200 m Einzelsprint   | Wouter Hebbrecht                                       | Gregorio Duggento                                       | Juan Jardine                                          |
| 500 m Sprint         | Joey Mantia                                            | Luca Presti                                             | Simone Bellia                                         |
| 10000 m Punkte       | Yann Guyader                                           | Scott Arlidge                                           | Nelson Garzon                                         |
| 20000 m Ausscheidung | Joey Mantia                                            | Nelson Garzon                                           | Fabio Francolini                                      |
| 5000 m Staffel       | Vereinigte Staaten Joey Mantia Joshua Wood James Cheek | Italien Matteo Amabili Fabio Francolini Luca Presti     | Frankreich Julien Despaux Thomas Boucher Yann Guyader |
| Langstrecke          |                                                        |                                                         |                                                       |
| 42195 m Marathon     | Joey Mantia                                            | Luca Saggiorato                                         | Francesco Zangarini                                   |

## Medaillenspiegel
| Platz | Land               | Gold | Silber | Bronze | Gesamt |
| ----- | ------------------ | ---- | ------ | ------ | ------ |
| 1.    | Vereinigte Staaten | 10   | 0      | 2      | 12     |
| 2.    | Kolumbien          | 5    | 11     | 3      | 19     |
| 3.    | Südkorea           | 3    | 3      | 4      | 10     |
| 4.    | Italien            | 2    | 5      | 7      | 14     |
| 5.    | Frankreich         | 1    | 3      | 2      | 6      |
| 6.    | Neuseeland         | 1    | 2      | 3      | 6      |
| 7.    | Chinesisch Taipeh  | 1    | 0      | 1      | 2      |
| 8.    | Belgien            | 1    | 0      | 0      | 1      |
| 9.    | Argentinien        | 0    | 0      | 1      | 1      |
| 9.    | Venezuela          | 0    | 0      | 1      | 1      |